# Podgorani
Podgorani su naselje u Hrvatskoj u općini Brod Moravice. Nalaze se u Primorsko-goranskoj županiji.

## Zemljopis
Zapadno je Doluš, sjeverozapadno su Nove Hiže, sjeverno je Šimatovo, istočno je Donji Šajn, sjeveroistočno je Gornji Šehovac, jugoistočno su Goliki, Klepeće Selo i Gornji Šajn, jugozapadno je Sapnik (Slovenija).

## Stanovništvo
| broj stanovnika | 45    | 67    | 65    | 60    | 57    | 58    | 63    | 47    | 30    | 28    | 15    | 13    | 6     |       |       | 1     |       |
|                 | 1857. | 1869. | 1880. | 1890. | 1900. | 1910. | 1921. | 1931. | 1948. | 1953. | 1961. | 1971. | 1981. | 1991. | 2001. | 2011. | 2021. |